# Шикасеу
Шикасеу (рум. Șicasău) — село у повіті Харгіта в Румунії. Входить до складу комуни Зетя.
Село розташоване на відстані 236 км на північ від Бухареста, 31 км на північний захід від М'єркуря-Чука, 145 км на схід від Клуж-Напоки, 96 км на північ від Брашова.

## Населення
За даними перепису населення 2002 року у селі проживали 132 особи, з них 131 особа (99,2%) угорців. Рідною мовою 131 особа (99,2%) назвала угорську.